# Rudolf Hilferding
Rudolf Hilferding (Bécs Leopoldstadt, 1877. augusztus 10. – Párizs, 1941. február 11.) eredetileg orvos végzettségű osztrák marxista közgazdász, vezető német szociáldemokrata teoretikus, politikus. 

## Pályafutása
A weimari köztársaság idején Németország Szociáldemokrata Pártjának (SPD) fő elméleti szakembere, többnyire általánosan úgy ismert, mint korának egyik legnagyobb szociáldemokrata teoretikusa. Leghíresebb munkája 1910-ben, Bécsben jelent meg A finánctőke (Das Finanzkapital) címmel, mely az egyik legnagyobb hatású és legeredetibb hozzájárulás a marxista közgazdaságtanhoz. Lényeges hatást gyakorolt számos marxista szerzőre, köztük Leninre, befolyásolva imperializmuselméletének megszületését.
Gyermekorvosként végzett, de mégis a politikai gazdaságtan volt a szenvedélye. Első írásai meghozták számára az elismerést és 1905-re már a szociáldemokrácia jelentős személyisége volt. Az első világháborúban az osztrák–magyar hadseregben orvosként szolgált, de a fronton írt újságcikkeinek köszönhetően továbbra is aktív maradt a német politikai életben. 1918-ban csatlakozott a háborúellenes Németország Független Szociáldemokrata Pártjához és velük együtt a politikai pályafutása magasra ívelt. 1919-ben megkapta a német állampolgárságot és a gazdasági életet meghatározó német politikussá vált. Munkássága nagy eredménye, hogy részt vett a német birodalmi márka stabilizálásában. Politikai karrierje csúcsán pénzügyminiszter volt. Hitler hatalomra kerülése után, mint prominens szocialistának és zsidó származásúnak menekülnie kellett. Az emigrációban tovább politizált és több európai országban is megfordult. Franciaország megtámadásakor Marseille-be menekült, ahol a Vichy-kormány rendőrsége letartóztatta és átadta a Gestapónak. A németek fogságában, ismeretlen körülmények közt halt meg Párizsban.

## Élete és munkássága

### Bécs
Jómódú zsidó család sarja, szülővárosában szerzett orvosi diplomát. Már diákkorában csatlakozott az osztrák szociáldemokrata mozgalomhoz, ahol akkoriban a II. Internacionálé egy sajátos opportunista áramlata, az ausztromarxizmus alakult ki. Orvosi tanulmányai mellett történelmet, közgazdaságtant és filozófiát is hallgatott. Carl Grünberg marxista közgazdaságtani előadásait és Ernst Mach filozófiai kurzusait hallgatta szocialista barátai és egyetemi diáktársai (Karl Renner, Otto Bauer, Max Adler) körében, akik mindnyájan jelentősen befolyásolták fiatalkori szellemi fejlődését. Victor Adler SDAPÖ-alapító egyik legszilárdabb támogatójává vált.
Gyermekorvosként végzett 1901-ben, de az orvoslás kevéssé kötötte le. Érdeklődése a közgazdaság felé fordult, minden szabadidejét a politikai gazdaságtan tanulmányozásának szentelte. Nem adta fel azonban addig az orvosi hivatását, amíg első cikkekei elismerést nem hoztak számára. Csatlakozott az Osztrák Szociáldemokrata Munkáspárthoz (SDAPÖ) is. 1902-ben Karl Kautskynak, abban az időben a világ legfontosabb marxista teoretikusának kérésére közgazdasági tanulmányokat publikált a Die Neue Zeit hasábjain, és egy hosszú távú személyes és politikai barátság alakult ki köztük . Egyfajta közvetítő szerepet töltött be a Kautsky és Victor Adler között fennálló ideológiai különbségek tompításában. Színvonalas írásainak köszönhetően 1905-re már a szociáldemokrácia jelentős teoretikusa volt, ennek következtében közeli kapcsolatba került mind az SPÖ mind az SPD (Németország Szociáldemokrata Pártja) vezetésével. Max Adler társaságában megalapította és szerkesztette a Marx-Studien című elméleti és politikai folyóiratot, mely az ausztromarxizmus egyik fő terjesztője volt 1923-ig. Karl Renner, Adler és Hilferding 1903-ban egyesületet alapított a munkásoktatás fejlesztésére, amely az első bécsi munkásiskola volt.
Hilferding feleségül vette a szintén orvos Margarete Hönigsberget, akivel a szocialista mozgalomban ismerkedett meg, és szintén rendszeres publicistája volt a Die Neue Zeit-nek. Amikor Margarete megszülte első gyermekét, Kautsky attól tartott, hogy a család miatt, idő hiányában háttérbe fog szorulni Hilferding teoretikusi tevékenysége. Kautsky kihasználta jó kapcsolatait August Bebellel, aki tanárokat keresett az SPD berlini oktatási központjába, s javasolta Hilferdinget egy ilyen állásba. 1906-ban a párt végrehajtó bizottsága Bebel előterjesztésére elfogadta Hilferding kinevezését 6 hónapos próbaidőre.

### Berlinben és az első világháború alatt

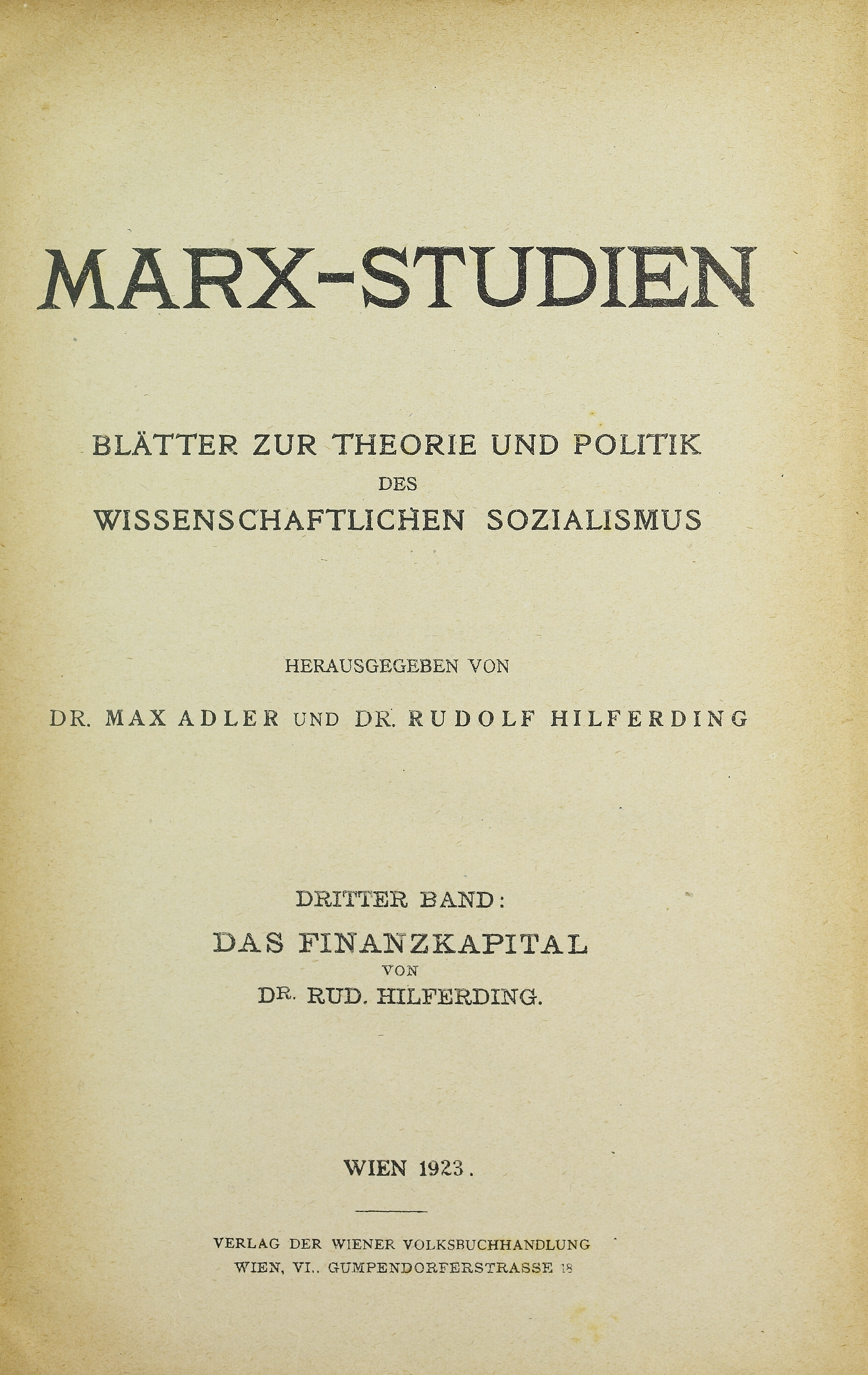
Finanzkapital, 1923

Feladta bécsi orvosi állását, és 1906-ban August Bebel hívására közgazdaságtant és gazdaságtörténetet kezdett tanítani az SPD berlini oktatási központjában. 1906 novemberében érkezett Berlinbe, de csak egy szemesztert taníthatott, mert a német törvények nem tettek lehetővé hosszabb munkavállalást német állampolgárság hiányában. A rendőrség kiutasítási fenyegetésének hatására 1907-ben fel kellett adnia ezt az állást, melyet Rosa Luxemburg vett át tőle.
1905-ig az SPD legnagyobb újságjának, a Vorwärts-nek a külföldi szerkesztője a legfontosabb pártvezetők közvetlen szomszédságában. Bebel javasolta ebbe az állásba, aki szerette volna általa növelni a marxizmus részarányát a szerkesztésben. Rövid időn belül Hilferding vezetői majd főszerkesztői kinevezést kapott. Ez a Die Neue Zeit és a Der Kampf-nál végzett munkájával együtt megfelelő jövedelmet nyújtott számára. Szintén élvezte osztrák bajtársának, Karl Kautskynak a támogatását, aki a mentora volt, s akit az 1920-as években felváltott az SPD fő teoretikusi pozíciójában. Hilferding elméleti képességei és a vezető szocialistákkal ápolt személyes kapcsolatai hozzájárultak, hogy pártkarriert érjen el.
Leghíresebb művét A finánctőke (Das Finanzkapital) címmel publikálta 1910-ben, amely fontos elméleti mérföldkő volt, s ezt a szerepét mind a mai napig megőrizte. Megalapozta Hilferding hírnevét mint kiemelkedő közgazdászt, mint a Szocialista Internacionálé vezető közgazdasági teoretikusát, és a Vorwärts-nél betöltött vezető pozíciójával együtt az SPD országos döntési szintjére emelte. Megerősítette pozícióját az SPD marxista centrumában, amelynek immár ő lett az egyik legfontosabb figurája. 1912 óta ő képviselte Vorwärts-et a pártbizottsági értekezleteken, amely lehetővé tette számára a döntési részvételt a szocialista párt döntéshozatali folyamataiban az első világháború előtt.
Amikor az első világháború kitört, Hilferding ellenezte az SPD-nek az osztályharcban tűzszünetet hirdető burgfrieden politikáját, a háborúba való belépést, és a hadihitelek megszavazását. Mindazonáltal egy belső pártszavazáson, közeli barátjával Hugo Haase-vel csak törpe kisebbséget képviselt álláspontja, így bele kellett törődniük a párt döntésébe a hadihitelek megszavazásáról. Hilferding a Vorwärts szerkesztőségének többségével együtt aláírt egy nyilatkozatot, mely ellenezte ezt a politikát. Az SPD vezetősége 1915 októberében eltávolította az ellenzéki szerkesztőket, de Hilferdinget ekkorra már behívták az Osztrák–Magyar Monarchia hadseregébe mint katonaorvost.
Hilferding egységével először Bécsben állomásozott, ahol egy tábori járványkórházat vezetett. Itt még abban a szerencsés helyzetben volt, hogy együtt élhetett feleségével és két gyermekével. Kautskyval fennálló baráti kapcsolatainak köszönhetően a pártügyekről is naprakészen tájékozódott. Aztán 1916-ban a Brenner-hágóhoz, az olasz határra vezényelték mint frontorvost. A háború egész ideje alatt Hilferding aktív maradt az írásban és benne volt a politikában. Számos cikket publikált a Die Neue Zeit-ben és a Kampf-ban. Ezen cikkeinek egyikében, melyet 1915 októberében közölt, összefoglalta az SPD helyzetét és módosította A finánctőke című művében kifejtett szervezett kapitalizmus elméletének első változatát.

### A weimari köztársaságban
Hilferding 1918-ban csatlakozott a háborúellenes Németország Független Szociáldemokrata Pártjához (USPD). A novemberi forradalom alatt, röviddel azután, amikor kikiáltották a köztársaságot és az uralkodó elmenekült, visszatért Berlinbe. Az elkövetkező 3 évben az USPD napilapjának, a Die Freiheit-nek a főszerkesztője és a párt VB egyik tagja volt. A Freiheit gyorsan Berlin legszélesebb körben olvasott napilapjává vált, melyet 200 000 példányban terjesztettek.
Az SPD és az USPD tagjaiból álló Népmegbízottak Tanácsa, mely a novemberi forradalom ideiglenes kormánya volt és aláírta a fegyverszünetet, delegálta Hilferdinget a „Szocializálási Bizottságba” (Sozialisierungskommission), melynek hivatalos feladata az arra alkalmas üzemek állami tulajdonba vétele volt. Hónapokat töltött ezzel a tervvel, mely a munkásság támogatásának dacára nem volt valódi érdeke a kormánynak, és az SPD vezetőség ellenezte a reformot.
Hilferding beszédet mondott az első birodalmi tanácskongresszuson (Reichsrätekongress) és bemutatott számukra egy tervet az ipar szocializálására. A kongresszus sikeresen zajlott le, határozat született, de a kormány nem hajtotta végre. A kormány támogatásának hiánya volt az egyik ok, amiért a bizottság beszüntette működését 1919 áprilisában. A Kapp-puccs után, a kormány a társadalmi nyomás hatására kinevezett egy új Szocializálási Bizottságot, aminek Hilferding szintén tagja volt, de a kormány ezeket a gazdasági reformokat is visszautasította.
Az SPD és az USPD közti feszültség megnőtt, amikor Friedrich Ebert az USPD-vel való konzultáció nélkül, katonai erővel fojtotta el az 1918 decemberi forrongásokat. Amikor az SPD visszautasította a katonai és gazdasági reformokat, az USPD kivonult a kormányból, mely döntéssel Hilferding is egyet értett. A Weimari Nemzetgyűlési választásokon elért rossz eredmények arra ösztönözték az USPD politikusait, köztük Hilferdinget, hogy támogatni kezdjék a munkástanácsokat. Javaslatokat tartalmazó cikkeket írt a Freiheit-be, melyeket Lenin élesen bírált.

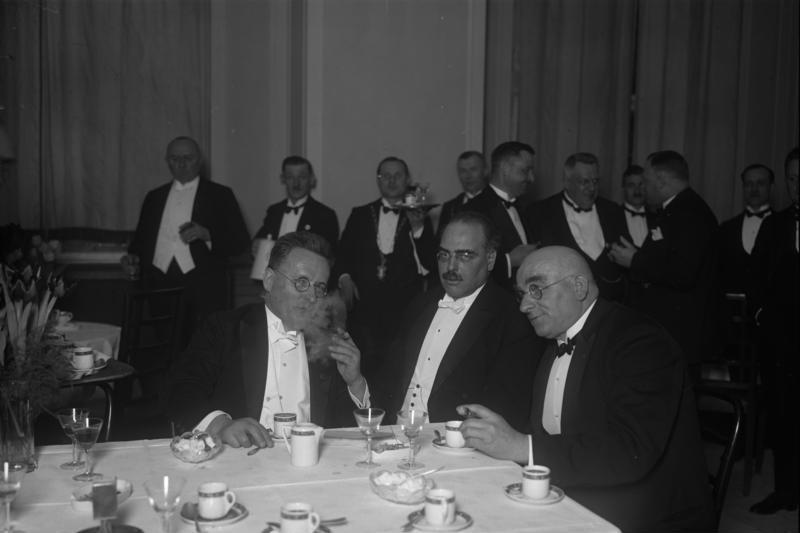
Paul Löbe (Reichstag elnök, SPD), Rudolf Hilferding (pénzügyminiszter, SPD) és Otto Braun (porosz miniszterelnök, SPD) (1929)

1919-ben megkapta a német állampolgárságot és kinevezték a Birodalmi Gazdasági Tanácsba. 1922-ben erőteljesen ellenezte az USPD és Németország Kommunista Pártjának a közeledését, melyet az 1920-as években végig támadott, és helyette az SPD-hez való közeledést támogatta. A weimari köztársaság inflációs csúcsának idején, 1923 augusztustól októberig a Német Gazdasági Minisztériumban dolgozott. Tevékenysége hozzájárult a márka stabilizálásához, de az inflációt nem tudta megfékezni. 1923-as első miniszteri hivatalának ideje alatt történt döntés a járadékmárka bevezetéséről, de még röviddel a pénzügyi reform életbe lépése előtt lemondott.
1924-től 1933-ig a Die Gesellschaft című elméleti újság kiadója volt. 1924 május 4-én az SPD jelöltjeként beválasztották a Reichstagba, ahol 1933-ig mint az SPD gazdasági ügyekben illetékes fő szóvivője volt. Karl Kautskyval együtt megszövegezte a Heidelberg Programot 1925-ben. 1928-tól 1929-ig, a gazdasági világválság első évéig újra pénzügyminiszter volt. Hjalmar Schacht, a Reichsbank elnökének nyomására adta fel ezt a pozícióját.

### Emigrációban
Hitler hatalomra jutása után, mint prominens szocialistának és zsidó származásúnak menekülnie kellett. Közeli jóbarátjával, Rudolf Breitscheiddel és más fontos pártvezetőkkel együtt 1933-ban Dániába, majd Saarbrückenbe, onnan Párizsba, és végül a svájci Zürichbe ment száműzetésbe. 1938-ig Zürichben, majd 1939-től megint Párizsban élt. Mindazonáltal befolyásos maradt, fontos posztokat töltött be az SPD Sopade elnevezésű emigráns szervezetében. 1933-tól 1936-ig a Die Zeitschrift für Sozialismus főszerkesztője, és Neuer Vorwärts cikkírója volt. 1939-ig ő képviselte a pártot a Szocialista Internacionáléban és tanácsaira számítottak az SPD emigráns vezetőségében. 1933 után baloldali nézetei radikalizálódtak és a forradalmi szocializmus képviselője lett.
Franciaország megtámadása után ő és Breitscheid az akkor még nem megszállt Marseille-be menekült. A Varian Fry vezette Menekült Bizottság próbálkozást tett a Franciaországból történő kijuttatásukra, mindazonáltal személyazonossági papírok hiányában nem vállalták az illegális menekülést. Az USA rendkívüli vízuma ellenére a Vichy-kormány rendőrsége letartóztatta és 1941. február 9-én átadta őket a Gestapónak. Párizsba szállították és már az út során is többször bántalmazták. Kínvallatásnak vetették alá, majd ismeretlen körülmények közt halt meg La Santé-ban, a Gestapo börtönében. Halálát egészen 1941 végéig hivatalosan nem jelentették be. Hilferding felesége, Margarete, a theresienstadti koncentrációs táborban halt meg 1942-ben.

### „A finánctőke”
Hilferding A finánctőke (Das Finanzkapital, Bécs, 1910) című fő műve a szabad versenyes, pluralisztikus liberális kapitalizmus monopolista finánckapitalizmussá való átalakulásának nagy hatású marxista analízise, megelőzve Lenin és Buharin műveit e témában. A késői, erősen kartellesedett gazdaságú Osztrák–Magyar Monarchia körülményei között írt műben, Hilferding szembeállítja a monopolista finánckapitalizmust a korábbi liberális éra szabad versenyes, kalózkodó kapitalizmusával. Az ipari, a kereskedelmi és a banki érdekek egyesítését hatástalanította a korábbi liberális kapitalizmusban a merkantilista állam gazdasági szerepe csökkentésének igénye; ehelyett, a finánctőke megköveteli a központosított és privilégiumokat osztogató államot.
Hilferding nézete szerint, amíg az 1860-as évekig a tőke és a burzsoázia követelései alkotmányos követelések voltak, amelyek minden állampolgárra egyaránt vonatkoztak, addig a finánctőke egyre inkább megköveteli az állami beavatkozást a vagyonos, tulajdonos osztályok érdekében: a tőkések a 20. század elejére uralják az államot, sokkal inkább, mint korábban a nemesség.
Művében lehetőséget lát a szocializmus egy olyan elérési módjára, amely különbözik Marx előrejelzéseitől: „A finánctőke társadalmasítási funkciója rendkívül megkönnyíti a kapitalizmus legyőzését. Mihelyt a finánctőke ellenőrzése alá vetette a legfontosabb termelési ágakat, elegendő, ha a társadalom, a maga tudatos végrehajtó szerve útján, a proletariátus által meghódított állam útján hatalmába keríti a finánctőkét, és máris rendelkezése alatt tartja a legfontosabb termelési ágakat. Az összes többi ágak ezektől a termelés ágaktól függnek, s a nagyipar fölötti uralom ily módon máris hatékony társadalmi ellenőrzést jelent, minden további közvetlen társadalmasítás nélkül is.” Ez szükségtelenné tenné a parasztgazdaságok és kisüzemek kisajátítását, mivel közvetett módon társadalmasítva lennének, azon intézményeken keresztül, melyekkel a finánctőke már függővé tette őket. Így, mivel egy szűk osztály, a fináncoligarchia (Finanzoligarchie) uralja a gazdaságot, a szocialista forradalom szélesebb támogatással tudna győzni, ha a közvetlen kisajátítás csak ezt a szűk osztályt érintené. Ez különösen azon társadalmaknak nyitna szocialista perspektívát, melyek nem érték el a gazdasági érettségnek azt a fokát, melyet Marx előre jelzett, – állítja művében Hilferding.

## Hatása, öröksége
Hilferding volt a felvetője Karl Marx közgazdasági olvasatának, ami a marxizmus ausztriai irányzatának az ausztromarxizmusnak egyik sajátos képviselőjévé tette. A „szervezett kapitalizmus” elmélete előfutára volt a későbbi reformista „békés belenövés” elméleteknek. A marxizmus egyik fő védelmezője volt az osztrák közgazdasági iskola tagjának, Eugen von Böhm-Bawerk részéről érkező kihívás ellenében. Résztvevője volt a híres „válság vitának”, melyen kétségbe vonta Marxnak a kapitalizmus instabilitásáról és végső összeomlásáról szóló elméletét. A finánctőke fogyatékosságai ellenére is a marxista közgazdaságtan egyik alapvető műve, fontos hatást gyakorolt számos marxistára, köztük Leninre, akinek imperializmuselméleti könyve, Az imperializmus mint a kapitalizmus legfelsőbb foka számos ponton támaszkodik és reflektál Hilferding művére.

## Művei
- Kriegskapitalismus. Arbeiter-Zeitung, Wien, 1915
- Böhm-Bawerks Marx-Kritik. In: Marx-Studien. Blätter zur Theorie und Politik des wissenschaftlichen Sozialismus. Band 1, Wien, 1904, S. 1–61. (Reprint: Auvermann, Glashütten (Hessen) 1971) Online
- Das Finanzkapital. In: Marx-Studien. Blätter zur Theorie und Politik des wissenschaftlichen Sozialismus. Band 3, Wien 1910, V–477. (Reprint: Auvermann, Glashütten 1971)
- Organisierter Kapitalismus. Referate und Diskussionen vom Sozialdemokratischen Parteitag 1927 in Kiel. s.n., Kie,l 1927

### Magyarul
- A finánctőke. A kapitalizmus legújabb fejlődési szakaszának vizsgálata; előszó Lev Leontyjev, ford. Erdős Péter, Nagy Tamás; Közgazdasági és Jogi, Budapest, 1959, 487 old.

### Angolul az interneten
- Rudolf Hilferding (1877-1941) Works (angol nyelven). M. I. A., 2012. március 19. (Hozzáférés: 2012. március 19.)

## Fordítás
- Ez a szócikk részben vagy egészben a Rudolf Hilferding című angol Wikipédia-szócikk ezen változatának fordításán alapul.  Az eredeti cikk szerkesztőit annak laptörténete sorolja fel. Ez a jelzés csupán a megfogalmazás eredetét és a szerzői jogokat jelzi, nem szolgál a cikkben szereplő információk forrásmegjelöléseként.